# رؤیای ربت فیند
رؤیای رَبِت فیند (به انگلیسی: Dream of the Rarebit Fiend) یک داستان مصور (کمیک استریپ) از کاریکاتوریست آمریکایی وینسور مک‌کی است که از ۱۰ سپتامبر ۱۹۰۴ در روزنامه منتشر می‌شد. پس از آنکه داستان مصور سمی کوچولو عطسه‌ای موقعیت مک کی را در بخش کارتون روزنامه نیویورک هرالد تضمین کرد، رؤیای ربت فیند دومین داستان مصور موفق مک کی بود. رؤیای ربت فیند در روزنامه Evening Telegram که توسط هرالد منتشر می‌شد ظاهر شد. به دلایل حقوقی، مک کی تحت نام سیلاس (Silas) این کمیک را امضاء و منتشر می‌کرد.
این داستان مصور هیچ گونه شخصیت پیوسته یا تکراری نداشت، بلکه یک موضوع تکراری بود: یک شخصیت بعد از خوردن غذای نادر نژاد ولزی که معمولا پنیر روی نان تست بود، وارد یک کابوس یا رویای عجیب می‌شد. در پایان داستان شخصیت بیدار می‌شود و از خوردن غذای ولزی پشیمان می‌شود. رؤیاها جنبه‌های ناخوشایندی از روان رویاپردازان را آشکار می‌کند - هراسها، ریاکاری‌ها، ناراحتی‌ها و تخیلات تاریک آنها. این داستان در تضاد زیادی با رویاهای فانتزی رنگارنگ در داستان مصور نمو کوچولو از مک کی بود، که او در سال ۱۹۰۵ آن را منتشر کرد. در حالی که مخاطب کمیک نمو کوچوکو کودکان بودند، مک کی رؤیای ربت فیند را برای مخاطب بزرگسال ساخت.
محبوبیت رؤیای ربت فیند و نمو باعث شد که مک کی در سال ۱۹۱۱ با روزنامه‌های زنجیره ای ویلیام راندولف هرست قرارداد حقوق بالا ببندد. در آنجا ویراستار وی فکر کرد کارتون‌های بسیار ماهر مک کی «جدی است،[اما] نه خنده‌دار»، و مک کی تصمیم گرفت که به سمت طراحی کارتون برود. مک کی این داستان مصور را در سال‌های ۱۹۲۳–۱۹۲۵ با عنوان خیال بافی ربیت (Rarebit Reveries) احیا کرد که از آن نمونه‌های کمی باقی مانده‌است.
تعدادی اقتباس سینمایی از ربت فیند منتشر شده، از جمله فیلم لایو اکشن ادوین اس پورتر به نام Dream of a Rarebit Fiend در سال ۱۹۰۶ و چهار فیلم متحرک توسط خود مک کی: فیلم How a Mosquito Operates در سال ۱۹۱۲، و فیلم Bug Vaudeville در ۱۹۲۱، فیلم The Pet و فیلم The Flying House.
گفته می‌شود که این داستان مصور تعدادی از ایده‌های تکراری در فرهنگ عامه را پیش‌بینی کرده بود، مانند غارت حیوانات غول پیکر که به شهرها آسیب می‌رساند - که بعداً توسط فیلم‌های کینگ کونگ و گودزیلا رواج یافت.